# Melanagromyza sojae
Melanagromyza sojae är en tvåvingeart som beskrevs av Leo Zehntner 1900. Melanagromyza sojae ingår i släktet Melanagromyza och familjen minerarflugor. Inga underarter finns listade i Catalogue of Life.